# Tatum (Nou Mèxic)
Tatum és una població dels Estats Units a l'estat de Nou Mèxic. Segons el cens del 2000 tenia 683 habitants.

## Demografia
Segons el cens del 2000, Tatum tenia 683 habitants, 267 habitatges, i 194 famílies. La densitat de població era de 223,5 habitants per km².
Dels 267 habitatges en un 31,5% hi vivien nens de menys de 18 anys, en un 61% hi vivien parelles casades, en un 7,9% dones solteres, i en un 27,3% no eren unitats familiars. En el 25,8% dels habitatges hi vivien persones soles el 12,4% de les quals corresponia a persones de 65 anys o més que vivien soles. El nombre mitjà de persones vivint en cada habitatge era de 2,56 i el nombre mitjà de persones que vivien en cada família era de 3,08.
Per edats la població es repartia de la següent manera: un 28,1% tenia menys de 18 anys, un 6,9% entre 18 i 24, un 25,5% entre 25 i 44, un 23,7% de 45 a 60 i un 15,8% 65 anys o més.
L'edat mediana era de 38 anys. Per cada 100 dones de 18 o més anys hi havia 95,6 homes.
La renda mediana per habitatge era de 28.833 $ i la renda mediana per família de 33.393 $. Els homes tenien una renda mediana de 31.111 $ mentre que les dones 19.750 $. La renda per capita de la població era d'11.728 $. Aproximadament el 16,6% de les famílies i el 18,7% de la població estaven per davall del llindar de pobresa.

## Poblacions més properes
El següent diagrama mostra les poblacions més properes.